# Mark O'Connell
Mark O'Connell (Rockville Centre, Nueva York, 6 de mayo de 1981) es conocido por haber sido el baterista original de la banda de rock alternativo Taking Back Sunday hasta enero de 2025.

## Biografía
O'Connell creció junto a Shaun Cooper, ex bajista de Taking Back Sunday y estudiaron en el Nassau Community College. O'Connell formó su primera banda a los 8 años, llamada Burnt Toast. Sus influencias musicales son Metallica, The Beatles, Led Zeppelin, Rancid y Operation Ivy.
En 1999 forma, junto a Eddie Reyes, Taking Back Sunday. Actualmente, ellos dos son los únicos miembros que quedan de la formación original. También ha colaborado en demos de Straylight Run, el grupo que John Nolan y Shaun Cooper crearon tras dejar TBS.
Luego de meses de especulaciones debido a su ausencia en las presentaciones en vivo de la banda, el 7 de enero de 2025 se confirma su salida a través de un comunicado en su cuenta de Instagram. 